# LaTavia Roberson
Pour les articles homonymes, voir Roberson.
LaTavia Roberson, née le 1er novembre 1981 à Houston, aux États-Unis, est une mannequin, chanteuse, rappeuse, danseuse, actrice et personnalité de la télévision américaine. Elle fut révélée entre 1998 à 2000, en tant que membre du groupe Destiny's Child avec lequel elle a vendu 25 millions de disques. 
Après son départ du groupe, elle fonde le groupe Anjel avec LeToya Luckett, dont l'album ne verra hélas, pas le jour. Entretemps, elle apparait dans plusieurs pièces de théâtre telles que : Those Jeans (2008), How to Love et Not My Family, toutes deux jouées en 2013. Elle fut également partie du casting de l'émission de télé-réalité R&B Divas: Atlanta.
En 2017, elle fait ses débuts en tant qu'actrice dans le film "But Deliver Us From Evil", ayant pour vedette principale Eric Roberts. Elle est également présente dans deux films :  "Dirty South House Arrest" et "The Hills".

## Biographie
Née le 1er novembre 1981, elle a débuté en tant qu'enfant modèle, dans quelques publicités.

### Jeunesse
En 1991, le groupe Girl's Tyme composé de Beyoncé Knowles, Kelly Rowland, LaTavia Roberson et Ashley Tamar Davis, est formé. Deux ans plus tard LeToya Luckett rejoint le groupe qui durera finalement cinq ans. En 1995, des membres, dont Ashley Tamar Davis quittent le girlsband.

## Carrière musicale

### 1996-2000: Ère Destiny's Child

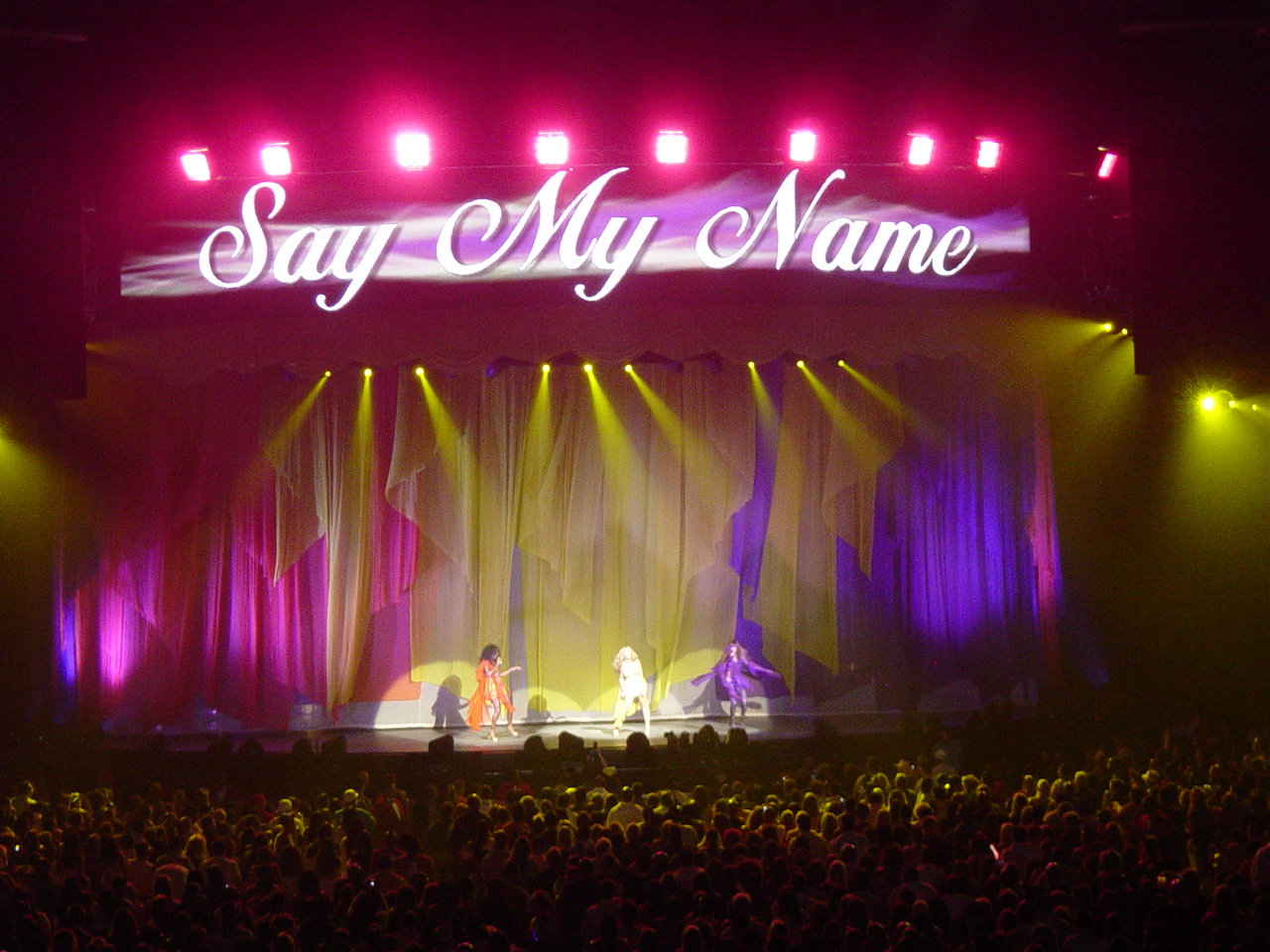
Les Destiny's Child qui interprètent leur single de 2000 Say My Name durant leur tournée d'adieu, Destiny Fulfilled… And Lovin' It.

Le groupe change son nom en Destiny's Child en 1993, d'après un passage du Livre d'Isaïe. Ensemble, elles se produisent dans des concerts locaux et, après quatre ans sur la route, le groupe signe chez Columbia Records à la fin de l'année 1997. Cette même année, Destiny's Child enregistre leur première chanson, Killing Time, pour la bande-originale du film de 1997, Men in Black,. L'année suivante, le groupe sort son premier album éponyme, qui contient leur premier tube, No, No, No. Cet album installe le groupe dans l'industrie musicale, avec des ventes modérées et faisant gagner au groupe trois Soul Train Lady of Soul Awards pour le « Meilleur single R'n'B/Soul » avec No, No, No, le « Meilleur album R'n'B/Soul de l'année » et le « Meilleur nouvel artiste R'n'B/Soul ou Rap ». Le groupe sort son second album qui sera plusieurs fois disque de platine, The Writing's on the Wall, en 1999. Le disque comporte certaines des chansons les plus connues du groupe telles que Bills, Bills, Bills, le premier single numéro un du groupe, Jumpin', Jumpin', et Say My Name, qui va devenir leur chanson remportant le plus de succès à ce moment-là, et qui restera une de leurs chansons phares. Say My Name remporte le prix de la Meilleure prestation R'n'B par un duo ou un groupe avec chant et le prix de la Meilleure chanson R'n'B lors de la 43e cérémonie des Grammy Awards en 2001. The Writing's on the Wall s'est vendu à plus de huit millions d'exemplaires.

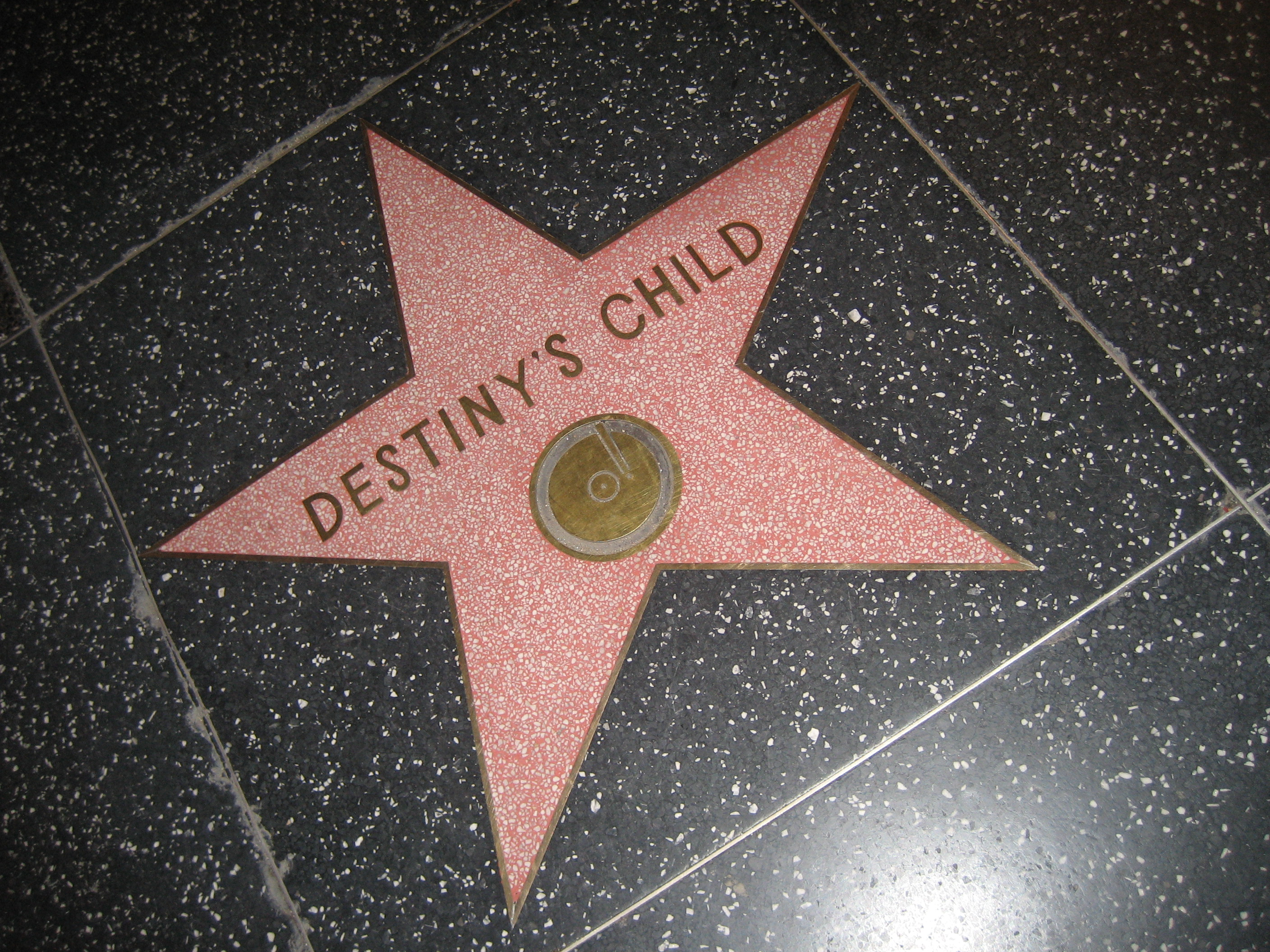
Étoile des Destiny's Child sur l'Hollywood Walk of Fame.

Luckett et Roberson découvrent sur le clip de Say My Name qu'elles ont été remplacées par Michelle Williams et Farrah Franklin. Elles intentent alors un procès au groupe pour rupture de contrat. Finalement, Luckett et Roberson quittent le groupe. Franklin les suit cinq mois plus tard, comme en témoignent ses absences lors des promotions et des concerts. Elle attribue son départ à des ondes négatives dans le groupe, résultant de la séparation.

### 2001-2010: L'après Destiny's Child et carrière solo
En 2001, Latavia Roberson et LeToya Luckett remportent le prix de la meilleure performance R'n'B par un duo ou un groupe avec chant et celui de la Meilleure chanson R&B pour la chanson Say My Name, qu'elles chantent en tant que groupe Destiny's Child. La même année, elle fonde avec LeToya Luckett, le groupe Anjel, qui complété de deux autres membres : Naty Quinones and Tiffany Beaudon, enregistrera 22 titres pour un album, qui ne sera jamais commercialisé, parce que les chansons ont été leakées sur internet. La même année, le groupe apparait dans le vidéo-clip "Where the Party At" Remix du groupe Jagged Edge. Dans un même temps, le label ayant des difficultés, se sépare du groupe.
En 2005,  elle est invitée à remplacer Kandi Burruss du groupe Xscape, mais décline l'offre, préférant s'occuper de sa famille.
En 2008, elle revient sur le devant de la scène, en obtenant un rôle dans la pièce Those Jeans, qui se joua entre le 18 avril 2008 au 12 juillet 2008. 
L'année suivante, elle est invitée sur le titre "Swagga Check", extrait de l'album The Goodie Room, du rappeur Young Sween.
En 2010, elle apparait dans l'émission de télé-réalité américaine The Real Housewives of Atlanta.

### 2013–2015:R&B Divas: Atlanta, pièces de théâtre et maternité
En 2013, elle obtient des rôles dans les pièces de théâtre How to Love et Not My Family. La même année, elle donne naissance le 21 aout 2013 à son 1er enfant, Lyric Richard. 
En 2014, elle devient l'une des vedettes de la 3e saison de l'émission de télé-réalité américaine à succès : R&B Divas: Atlanta, aux côtés de chanteuses à la renommée internationale comme Faith Evans, Angie Stone et Syleena Johnson.
En 2015, elle signe un partenariat avec la marque Luxury Hair Direct, afin de commercialiser une ligne d'extensions capillaire. En parallèle, elle participe à la cause caritative Saving Our Daughters.

### 2017–présent: Début au cinéma et livre
En 2017, elle fait ses débuts en tant qu'actrice dans le film "But Deliver Us From Evil", ayant pour vedette principale Eric Roberts. Elle est également présente dans deux films :  "Dirty South House Arrest" et "The Hills". Il est également annoncé qu'elle sortira sa 1ere biographie intitulée I Am LaTavia, My Story. My Destiny.. Le 23 Juin 2017, elle publie son 1er single solo, intitulé Best Time of Your Life.

## Discographie

### En tant que groupe
- 1998 - Destiny's Child
- 1999 - The Writing's on the Wall

### Solo
- 2017 - Best Time Of Your Life (single)

### Autres apparences
- 2001-2003 - group Anjel avec LeToya Luckett, autre membre des Destiny's Child, titres pas sortis
- 2009 - "Swagga Check"  (Young Sween featuring LaTavia Roberson)

## Filmographie
| Année | Titre                    | Rôle   | Notes |
| ----- | ------------------------ | ------ | ----- |
| 1999  | Beverly Hood             | Girl#4 |       |
| 2017  | But Deliver Us From Evil | Stacey |       |
| 2017  | Dirty South House Arrest | Tamika |       |
| 2017  | The Hills                | Marie  |       |

| Année | Titre                          | Rêle      | Notes                                         |
| ----- | ------------------------------ | --------- | --------------------------------------------- |
| 1998  | Smart Guy                      | Elle-même | "A Date With Destiny"                         |
| 1999  | Beverly Hood                   | Girl #4   |                                               |
| 2007  | Boulevard of Broken Dreams     | Elle-même | "Épisode 2: Destiny's Child/Jonathan Brandis" |
| 2010  | The Real Housewives of Atlanta | Elle-même | 1 épisode                                     |
| 2014  | R&B Divas: Atlanta             | Elle-même | Casting principal                             |
| 2014  | The Wendy Williams Show        | Elle-même | Invitée                                       |

## Pièces de théâtre
- Those Jeans (2008)
- How to Love (2013)
- Not My Family (2013)

## Livre
- I Am LaTavia, My Story. My Destiny. (2017)

## Récompenses

### Grammy Awards
- 2001,Meilleure chanson R'N'B pour "Say My Name"
- 2001,Meilleure performance pour "Say My Name"